# Cardigos
Cardigos é uma povoação portuguesa sede da Freguesia de Cardigos do Município de Mação, freguesia com 24,25 km² de área e 965 habitantes (censo de 2021), tendo, por isso, uma densidade populacional de 39,8 hab./km²
Foi vila e sede de concelho até ao início do século XIX. Este era constituído apenas por uma freguesia e tinha, em 1801, 1121 habitantes. Aquando da extinção foi integrado no concelho de Vila de Rei, passando em 1878 a integrar o (atual município) de Mação.

## Toponímia
Em 1525 chamava-se Cardigos ou Bichieira, indiferentemente. Havia nesta vila uma família de apelido Cardigos de quem a localidade herdou o nome. Em documentos oficiais aparecem ainda vários nomes dados a Cardigos como Brucheira, Bichieira, Buchieira, Abucheria, Vichieyra e, finalmente, Cardigos aparece já no alvará passado por D. João IV de 5 de Fevereiro de 1643.

## História
A fundação de Cardigos está envolta no longínquo passado, mas a avaliar pelos vestígios megalíticos (dólmenes) pensa-se ter havido nesta região ocupação muitos séculos antes de Cristo.
Situada, como a localidade de Amêndoa, num ponto de ligação de várias redes de comunicação da Hispânia, são encontrados vários testemunhos romanos como algumas pontes, templos, aquedutos, etc. Outros vestígios foram ainda localizados tais como inscrições funerárias e todo um espólio da época romana onde se destacam várias alfaias agrícolas.
Seguindo a tradição romana muitos nomes de localidades derivam de plantas, animais, e minerais (Moreira, Ferreira). Foi esta civilização que aqui desenvolveu a agricultura e culturas como a oliveira e a vinha, às quais se juntam árvores de frutos, cereais, e explorações de minérios como o ouro, ferro e estanho.
Do povo imigrado do norte da Europa, os visigodos, poucos foram os vestígios deixados, sendo certo que em 711 esta região foi ocupada pelos muçulmanos que aqui se fixaram com a sua cultura até ao início da reconquista cristã, levada a cabo por Afonso Henriques com a ajuda das ordens militares religiosas, como a dos Hospitalários e Templários, até finais do século XIII. Tal como a freguesia de Amêndoa, o primeiro do domínio de Cardigos é dado aos cavaleiros templários,  passando mais tarde para o domínio da Ordem de Malta. Razão pela qual o brasão da freguesia ostenta a cruz desta antiquíssima Ordem Religiosa e Militar em chefe.
Durante o reinado de D. Filipe II, em 1605, Cardigos é elevada a sede de comarca.

## Património
- Ponte de Pedra da Ribeira de Isna

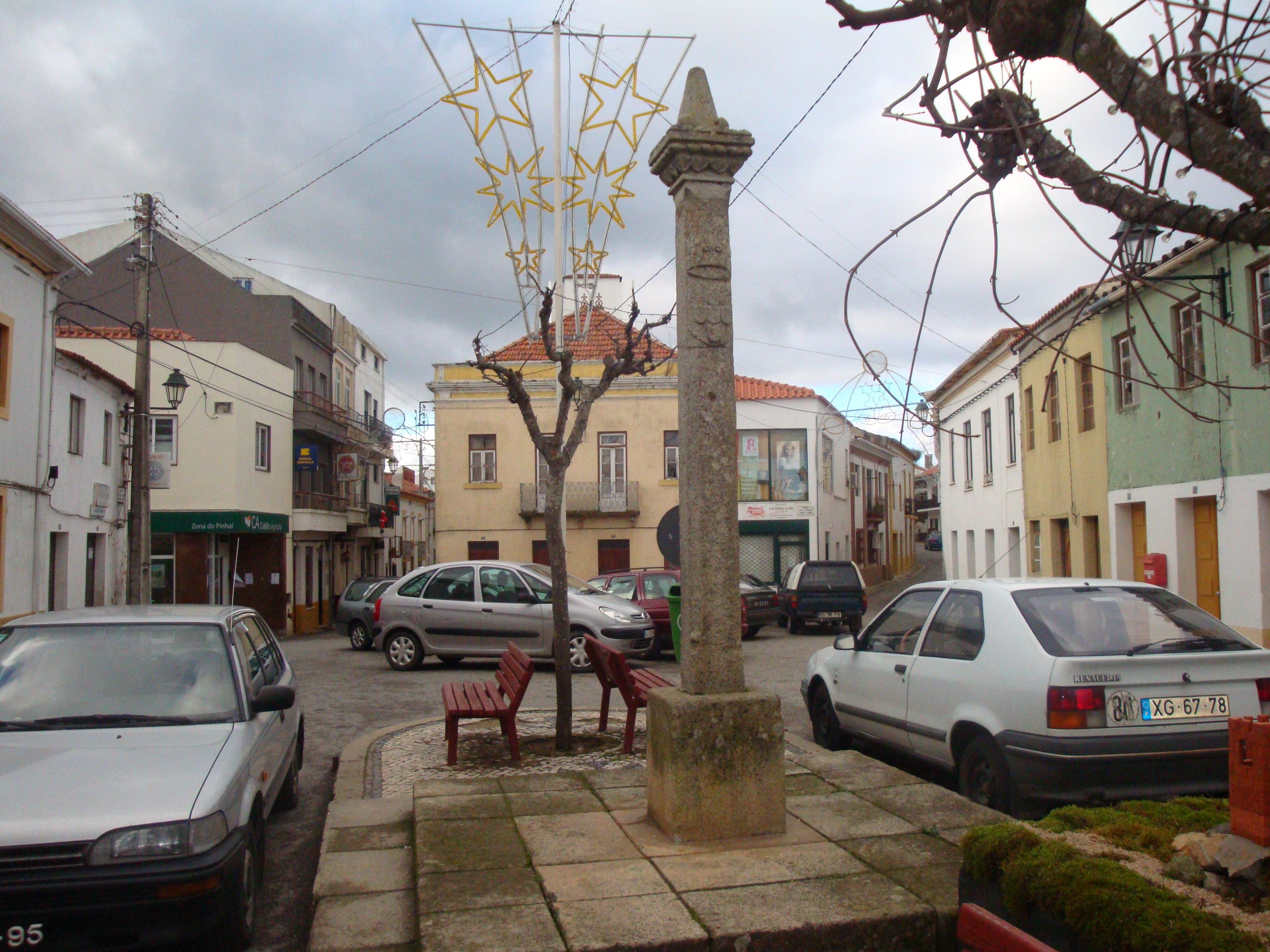
Pelourinho.

- Igreja Matriz de Cardigos ou Igreja de Nossa Senhora da Assunção
- Antiga Igreja Matriz
- Ermida do Espírito Santo
- Capela de São Bento
- Pelourinho de Cardigos
- Ponte Romana de Cardigos
- Fonte do Chão Pião
- Parte Velha da Chaveira
- Vestígios arqueológicos pré-históricos, romanos e mouros
- Serra do Santo
- Anta da Lajinha

## Localidades
Além da sede, a Freguesia de Cardigos tem as seguintes localidades:
- Arganil
- Azinhal
- Azinhalete
- Cardigos
- Carrascal
- Carvalhal
- Casais de São Bento
- Casalinho
- Casas da Ribeira
- Chaveira
- Chaveirinha
- Chão do Pião
- Colos
- Corujeira
- Freixoeirinho
- Freixoeiro
- Lameirancha
- Mesão Frio
- Moita Recome
- Pracana da Ribeira
- Pracana do Outeiro
- Roda
- Sarnadas
- Vale Madeiros
- Vales de Cardigos
- Vinha Velha}}

## Demografia
Nota: No ano de 1864, pertencia ao concelho de Vila de Rei, Distrito de Castelo Branco. Por decreto de 30 de maio de 1877, passou a pertencer ao atual concelho (atual município) e ao Distrito de Santarém.
A população registada nos censos foi:
| Distribuição da População por Grupos Etários | Distribuição da População por Grupos Etários | Distribuição da População por Grupos Etários | Distribuição da População por Grupos Etários | Distribuição da População por Grupos Etários |
| -------------------------------------------- | -------------------------------------------- | -------------------------------------------- | -------------------------------------------- | -------------------------------------------- |
| Ano                                          | 0-14 Anos                                    | 15-24 Anos                                   | 25-64 Anos                                   | > 65 Anos                                    |
| 2001                                         | 122                                          | 79                                           | 440                                          | 592                                          |
| 2011                                         | 78                                           | 83                                           | 398                                          | 527                                          |
| 2021                                         | 64                                           | 67                                           | 364                                          | 470                                          |

## Atividades económicas
Indústrias de carnes, panificação, serração de madeiras, carvão, serralharia civil, olivicultura, agricultura, fabrico de velas, carpintaria, construção civil, comércio e oficinas.

## Feiras
- Feira do Tremoço (2.º domingo da Quaresma)
- Feira de Verão (2.º domingo de agosto)

## Festas e Romarias
- Espírito Santo (Domingo do Espírito Santo)
- São Bento (terça-feira de Páscoa)
- Sagrado Coração de Jesus (2.º domingo de setembro)
- [Chaveira (Dia de São Pedro) http://www.chaveira.com]

## Locais de interesse turístico
- Serra do Santo
- Praia Fluvial de Cardigos (Vergancinho)[7]

## Gastronomia
- Maranhos
- Cabrito assado
- Cavacas
- Bolo finto
- Coscorões
- Tigeladas

## Artesanato
- Bordados em linho
- Cestos em verga
- Velas de cera

## Colectividades
- «Associação Cultural e Desportiva "Os Galitos"»
- Rancho Folclórico "Os Galitos"
- Associação Cultural e Desportiva "A Ribeirinha"
- «Centro Recreativo de Chaveira e Chaveirinha»
- Centro Recreativo dos Vales
- Centro Cultural, Recreativo e Desportivo da Roda
- Associação dos Caçadores de Cardigos
- Associação Cultural e Recreativa de Portela e Colos